# Eduardo Ledesma
Eduardo Fabián Ledesma Trinidad (Asunción, 7 agosto 1985) è un calciatore paraguaiano, centrocampista dell'Olimpia e della Nazionale di calcio del Paraguay.

## Palmarès
- Campionato argentino: 1

Lanús: Apertura 2007